# 2650 Elinor
2650 Elinor è un asteroide della fascia principale. Scoperto nel 1931, presenta un'orbita caratterizzata da un semiasse maggiore pari a 2,6353550 UA e da un'eccentricità di 0,1987790, inclinata di 13,95679° rispetto all'eclittica.